# Elecciones legislativas de Argentina de 1876
Las elecciones legislativas de Argentina de 1876 se realizaron el 6 de febrero del mencionado año para renovar la mitad de la Cámara de Diputados, cámara baja del Congreso de la Nación Argentina. Corrientes tuvo elecciones desfasadas el 5 de marzo.

## Bancas a elegir
| Provincia           | Bancas | A elegir |
| ------------------- | ------ | -------- |
| Buenos Aires        | 25     | 14       |
| Catamarca           | 4      | 1        |
| Córdoba             | 11     | 8        |
| Corrientes          | 6      | 4        |
| Entre Ríos          | 7      | 2        |
| Jujuy               | 2      | 1        |
| La Rioja            | 2      | 1        |
| Mendoza             | 3      | 1        |
| Salta               | 4      | 2        |
| San Juan            | 3      | 2        |
| San Luis            | 3      | 3        |
| Santa Fe            | 4      | 2        |
| Santiago del Estero | 7      | 3        |
| Tucumán             | 5      | 3        |
| Total               | 86     | 47       |

## Resultados por provincia
| Provincia           | Candidato                 | Votos     |
| ------------------- | ------------------------- | --------- |
| Buenos Aires        | Amancio Alcorta           | 15.257    |
| Buenos Aires        | Vicente Fidel López       | 15.255    |
| Buenos Aires        | Eudoro Balsa              | 15.249    |
| Buenos Aires        | Miguel Cané               | 15.218    |
| Buenos Aires        | Félix Frías               | 15.086    |
| Buenos Aires        | Álvaro Barros             | 14.529    |
| Buenos Aires        | Héctor Florencio Varela   | 14.059    |
| Buenos Aires        | Delfín Gallo              | 13.900    |
| Buenos Aires        | Bernardo Solveyra         | 12.962    |
| Buenos Aires        | Eduardo Wilde             | 12.713    |
| Buenos Aires        | Lucio V. Mansilla         | 12.685    |
| Buenos Aires        | Luis Lagos García         | 12.306    |
| Buenos Aires        | Manuel Arauz              | 11.825    |
| Buenos Aires        | Eugenio Cambaceres        | 11.303    |
| Buenos Aires        | Hilario Lagos             | 8.815     |
| Buenos Aires        | Marcos Paz Cascallares    | 5.102     |
| Buenos Aires        | Luis Vicente Varela       | 4.985     |
| Buenos Aires        | Miguel Navarro Viola      | 1.015     |
| Buenos Aires        | Vicente Gregorio Quesada  | 567       |
| Buenos Aires        | Miguel Goyena             | 553       |
| Buenos Aires        | Antonio Cambaceres        | 211       |
| Buenos Aires        | Alfredo Lahitte           | 128       |
| Buenos Aires        | Jorge Echevarría          | 110       |
| Buenos Aires        | José M. Núñez             | 110       |
| Catamarca           | Vicente Bascoy            | 2.101     |
| Catamarca           | Nicolás Leiva             | 92        |
| Catamarca           | Mauricio Herrera          | 1         |
| Catamarca           | Onofre J. Rodríguez       | 1         |
| Catamarca           | Abraham López             | 1         |
| Córdoba             | Jerónimo Del Barco        | 7.131     |
| Córdoba             | Santiago Cáceres          | 7.098     |
| Córdoba             | Luis Warcalde             | 7.068     |
| Córdoba             | Ignacio Garzón            | 6.791     |
| Córdoba             | José María Ruiz           | 6.710     |
| Córdoba             | José Cortés Funes         | 6.521     |
| Córdoba             | Marcelino Gacitúa         | 5.754     |
| Córdoba             | Félix María Olmedo (h)    | 4.780     |
| Córdoba             | Tristán Achával Rodríguez | 2.239     |
| Córdoba             | Tristán Bustos            | 1.477     |
| Córdoba             | Antonio Centeno           | 1.414     |
| Córdoba             | Senobio Bustamante        | 1.031     |
| Córdoba             | Natal Crespo              | 777       |
| Córdoba             | Telasco Castellano        | 733       |
| Córdoba             | Luis Vélez                | 753       |
| Córdoba             | Clemente J. Villada       | 603       |
| Córdoba             | Justino W. Juárez         | 363       |
| Córdoba             | Abelardo Cordeiro         | 319       |
| Córdoba             | Filemón Posse             | 316       |
| Córdoba             | Manuel D. Pizarro         | 306       |
| Córdoba             | Tomás Garzón              | 312       |
| Córdoba             | Cayetano Lozano           | 216       |
| Córdoba             | Roque Ferreira            | 139       |
| Córdoba             | Nicéforo Castellano       | 17        |
| Córdoba             | Manuel Roman              | 16        |
| Córdoba             | Manuel Mascoso            | 16        |
| Córdoba             | Agustín Sanmillán         | 3         |
| Córdoba             | Néstor Escalante          | 2         |
| Córdoba             | Alejo C. Grizman          | 1         |
| Córdoba             | Tobíaz Garzón             | 1         |
| Córdoba             | Pantaleón Peralta         | 1         |
| Corrientes          | Manuel Lagraña            | 5.063     |
| Corrientes          | Emilio Dolores Cabral     | 4.861     |
| Corrientes          | Felipe Cabral             | 3.149     |
| Corrientes          | Tomás B. Appleyard        | 2.829     |
| Corrientes          | Juan Madariaga            | 2.447     |
| Corrientes          | Manuel Derqui             | 2.316     |
| Corrientes          | Raimundo Reguera          | 24        |
| Corrientes          | Genaro Figueroa           | 1         |
| Corrientes          | Pando Martínez            | 1         |
| Corrientes          | Juan Martínez             | 1         |
| Corrientes          | Fermín Soto               | 1         |
| Corrientes          | Santiago Baibiene         | 1         |
| Corrientes          | Valentín Virasoro         | 1         |
| Corrientes          | José B. de la Vega        | 1         |
| Entre Ríos          | Emilio Villafañe          | 3.256     |
| Entre Ríos          | Miguel J. Malarín         | 2.891     |
| Jujuy               | Soriano Alvarado          | 1.572     |
| Jujuy               | Victorino López           | 1         |
| Jujuy               | Ángel Puch                | 1         |
| La Rioja            | Guillermo San Román       | Sin datos |
| Mendoza             | Ramón Videla              | 450       |
| Mendoza             | Wenceslao Pacheco         | 3         |
| Salta               | David Saravia             | 2.839     |
| Salta               | Segundo Díaz de Bedoya    | 2.699     |
| Salta               | Juan Solá                 | 1.243     |
| Salta               | Andrés Ugarriza           | 1.208     |
| Salta               | Victorino de la Plaza     | 1.163     |
| San Juan            | Agustín Gómez             | 2.296     |
| San Juan            | Hermógenes Ruiz           | 2.296     |
| San Luis            | Rosario Suárez            | 1.365     |
| San Luis            | Toribio Mendoza           | 1.365     |
| San Luis            | Juan M. Garro             | 1.364     |
| San Luis            | Juan A. Ortiz Estrada     | 1         |
| San Luis            | Avelino Velázquez         | 1         |
| San Luis            | Ignacio Adaro             | 1         |
| San Luis            | Francisco Bustamante      | 1         |
| Santa Fe            | Manuel María Zavalla      | 8.585     |
| Santa Fe            | Fermín Rodríguez          | 8.585     |
| Santiago del Estero | Jaime Vieyra              | 2.027     |
| Santiago del Estero | Lino Palacio              | 1.956     |
| Santiago del Estero | Ramón Neyrot              | 1.762     |
| Santiago del Estero | Absalón Rojas             | 260       |
| Santiago del Estero | Manuel Cornet             | 70        |
| Santiago del Estero | Francisco Paz             | 1         |
| Tucumán             | Marco Aurelio Avellaneda  | 977       |
| Tucumán             | Ruperto San Martín        | 974       |
| Tucumán             | Pedro Uriburu             | 887       |
| Tucumán             | José Álvarez              | 87        |
| Tucumán             | Eudoro R. Huidobro        | 3         |
| Tucumán             | Miguel M. Nougués         | 3         |

1. ↑  Renunció el marzo de 1879, no fue reemplazado.
2. ↑  Diploma no aceptado por la Cámara de Diputados, lo reemplaza José A. Оcantos en 1878.
3. ↑  Electo junto a Lucio V. Mansilla completar los mandatos de Bernardo de Irigoyen y Carlos Tejedor (1874-1878).
4. ↑  Electo junto a Bernardo Solveyra completar los mandatos de Bernardo de Irigoyen y Carlos Tejedor (1874-1878).
5. ↑  Renunció el 12 de mayo de 1876, lo reemplaza José A. Terry en 1878 .
6. ↑  Falleció el 18 de noviembre de 1876, lo reemplaza Cayetano R. Lozano en una elección especial el 11 de marzo de 1877.
7. ↑  Electo para completar el mandato de Mariano Castellanos (1874-1878).
8. ↑  Renunció el 25 de diciembre de 1878, lo reemplaza Miguel G. Morel en una elección especial el 9 de marzo de 1879.
9. ↑  Electo para completar el mandato de Onésimo Leguizamón (1874-1878).
10. ↑  Renunció el 12 de mayo de 1878, lo reemplaza Cirilo Sarmiento en una elección especial el 30 de junio de 1878.
11. ↑  Asumió como gobernador de San Luis el 8 de mayo de 1878, lo reemplaza Cristóbal Pereyra en una elección especial el 16 de junio de 1878.
12. ↑  Electo para completar el mandato de Tiburcio Padilla (1874-1878).

## Elecciones parciales
| Provincia | Fecha               | Candidato          | Votos     |
| --------- | ------------------- | ------------------ | --------- |
| Córdoba   | 11 de marzo de 1877 | Cayetano R. Lozano | Sin datos |
| Jujuy     | 4 de marzo de 1877  | Manuel S. Ovejero  | 687       |
| Jujuy     | 4 de marzo de 1877  | Antonio Mas Oller  | 397       |
| Jujuy     | 4 de marzo de 1877  | Eulogio Rojas      | 2         |
| Jujuy     | 4 de marzo de 1877  | Felipe Machuca     | 1         |
| Jujuy     | 4 de marzo de 1877  | Domingo Ortiz      | 1         |
| Jujuy     | 4 de marzo de 1877  | Nicolás Ojeda      | 1         |

1. ↑  Electo para completar el mandato de Luis Warcalde (1876-1880).
2. ↑  Electo para completar el mandato de Cástulo Aparicio (1874-1878).